# Callicarpa (djur)
Callicarpa är ett släkte av nässeldjur. Callicarpa ingår i familjen Plumulariidae.
Kladogram enligt Catalogue of Life:
| Callicarpa | \| \| Callicarpa chazaliei \| \| \| \| \| \| Callicarpa gracilis \| \| \| \| |
|            | \| \| Callicarpa chazaliei \| \| \| \| \| \| Callicarpa gracilis \| \| \| \| |
|            | Cladacanthella                                                               |
|            |                                                                              |
|            | Dentitheca                                                                   |
|            |                                                                              |
|            | Hippurella                                                                   |
|            |                                                                              |
|            | Lytocarpus                                                                   |
|            |                                                                              |
|            | Nematophorus                                                                 |
|            |                                                                              |
|            | Nemertesia                                                                   |
|            |                                                                              |
|            | Plumularia                                                                   |
|            |                                                                              |
|            | Polyplumaria                                                                 |
|            |                                                                              |
|            | Pseudoplumaria                                                               |
|            |                                                                              |
|            | Sibogella                                                                    |
|            |                                                                              |
|            | Callicarpa chazaliei                                                         |
|            |                                                                              |
|            | Callicarpa gracilis                                                          |
|            |                                                                              |

|  | Callicarpa chazaliei |
|  |                      |
|  | Callicarpa gracilis  |
|  |                      |